# Guy de Maupassant
Guy de Maupassant, pseudonimo di Henri René Albert Guy Maupassant (Tourville-sur-Arques, 5 agosto 1850 – Passy, 6 luglio 1893), è stato uno scrittore e letterato francese.
Allievo e protetto di Gustave Flaubert, Maupassant fu acuto osservatore della società borghese che descrisse nelle sue opere, fu un rappresentante del Naturalismo letterario, raggiungendo alti livelli tra gli scrittori europei dell'Ottocento. Scrisse diversi romanzi, tra cui Bel Ami, ma è rimasto celebre soprattutto per i suoi racconti e le novelle.

## Biografia

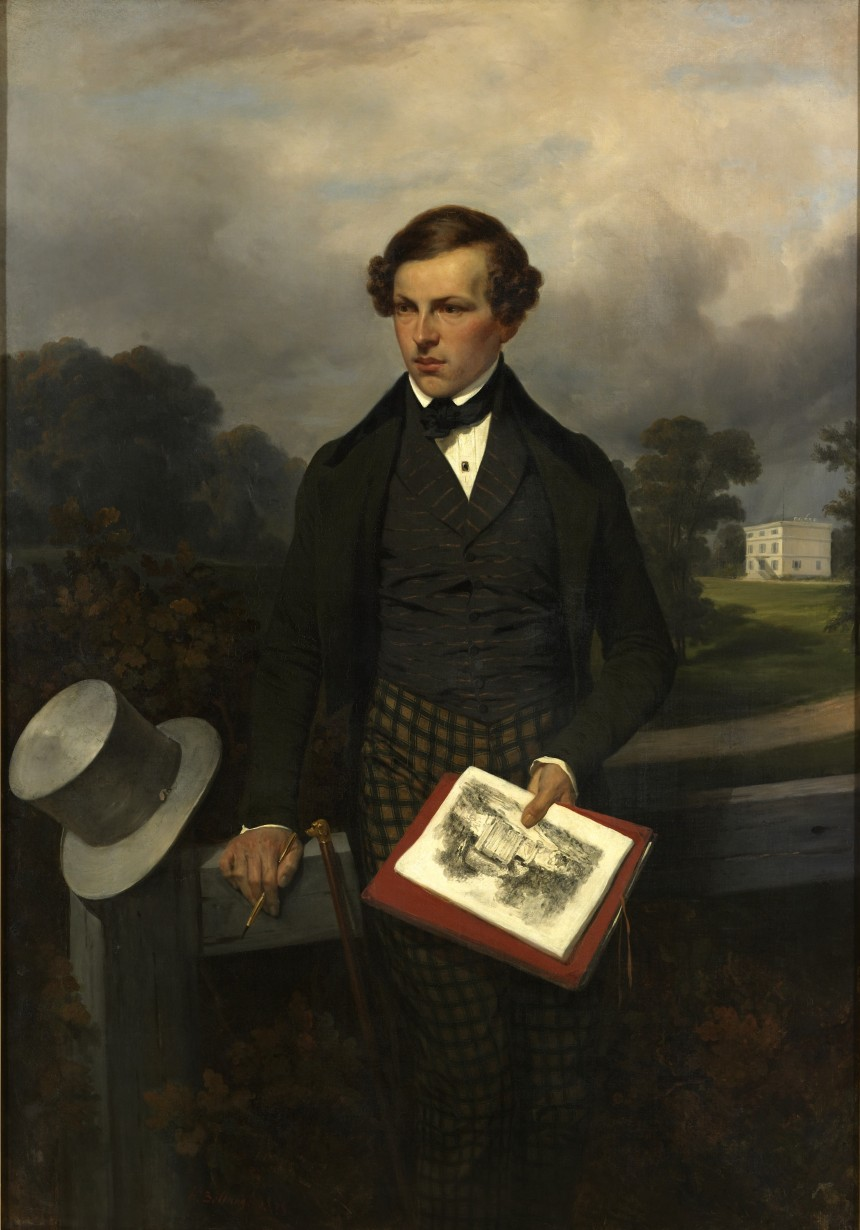
Hippolyte Bellangé, Ritratto di Gustave de Maupassant

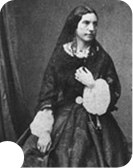
Una fotografia di Laure le Poittevin, madre di Maupassant

### L'infanzia in Normandia
Nasce presso il castello di Miromesnil, vicino a Tourville-sur-Arques, in Francia. La famiglia Maupassant è originaria della Lorena ed era stata nobilitata da Francesco I con il titolo marchionale nel 1752. È proprio attorno alla metà del XVIII secolo che gli ascendenti paterni del futuro scrittore si trasferiscono in Normandia. Gustave Albert Maupassant (1821-1899), signorotto di campagna pigro e libertino, sposa il 9 novembre 1846 Laure le Poittevin (1821-1903), appartenente all'alta borghesia normanna e, da piccola, compagna di giochi di Gustave Flaubert. Alfred, fratello di Laure e quindi zio di Guy, sposa a sua volta Louise, la sorella del padre di Guy, Gustave Albert, ed è grande amico di Flaubert stesso. L'autore di Madame Bovary è destinato ad esercitare una forte influenza nella vita di Maupassant. Laure è una donna dalle non comuni doti letterarie, appassionata dei classici, in particolare di Shakespeare. Da lei Guy eredita l'amore per l'arte.
Ben diversa è la sensibilità del padre, poco interessato alla letteratura e piuttosto incline alla bella vita. I suoi frequenti tradimenti e i continui litigi portano presto i coniugi alla separazione. Gustave Albert si stabilisce a Parigi, impegnandosi a versare alla donna 1600 franchi annui, mentre Laure si prende cura dei due figli, Guy e il fratello più giovane Hervé (n. 1856). I rapporti con il padre sono pressoché inesistenti, anche a causa della lontananza geografica. Lo stesso Gustave Albert ricorderà come il figlio si rechi a fargli visita nella grande città non più di una volta all'anno. Guy sviluppa invece sin dall'infanzia un amore profondissimo per la madre, cui confida ogni moto del proprio animo e intreccia un legame destinato a mantenere fino alla fine la medesima intensità. Laure le Poittevin è anche la prima persona ad avvedersi delle capacità letterarie del figlio.
Fino a tredici anni Guy vive con lei e con il fratello a Étretat, nella Villa dei Verguies, dove cresce tra il mare e un entroterra lussureggiante. La passione per la natura e per una vita "selvaggia" è in lui già delineata. Il ragazzo ama passeggiare con la madre per i sentieri fra i campi e in riva al mare, compiere lunghe escursioni con i coetanei e parlare in dialetto (patois) con i contadini. A Étretat riceve un'educazione privata, seguito dalla madre e dall'abate Aubourg, che gli avrebbe ispirato il personaggio dell'abate Picot in Una vita, il quale gli impartisce lezioni di francese e di latino. In seguito viene iscritto al seminario di Yvetot, da dove deliberatamente fa di tutto per essere espulso, mal sopportando la scuola e il rigido formalismo che la caratterizza. La lettera che alla fine dell'anno scolastico invia alla madre, il 22 maggio 1864, rivela molto della sua personalità e conferma il suo amore per la natura.
Guy vorrebbe «una barca come quelle che si vedono in chiesa». Esaudito il desiderio, passa l'estate remando e nuotando nelle acque della Senna, celebrando nelle prime poesie le virtù di una vita lontana dalla folla e dagli «onesti borghesi». In reazione all'educazione forzata di stampo religioso, sviluppa una forte ostilità nei confronti della religione. Espulso dal seminario, nel 1867 si iscrive al liceo Corneille di Rouen, dove si dimostra studente molto dotato: si dedica alla poesia e prende parte ad alcune rappresentazioni filodrammatiche. Incontra per la prima volta Gustave Flaubert, che diventerà presto il suo punto di riferimento umano e culturale. Nel 1868 partecipa al salvataggio in mare, davanti alle coste normanne, del poeta inglese Algernon Swinburne: questo episodio rimarrà scolpito nella sua memoria come un'esperienza fondamentale.

### La gioventù, la guerra e Parigi
Nel 1869 ottiene il baccalauréat e si iscrive alla facoltà di Giurisprudenza a Parigi. Nel 1870, scoppiata la guerra franco-prussiana, si arruola come volontario. Assegnato in un primo momento ai servizi di intendenza, poi a un reparto di artiglieria, rimane sconvolto dalla facilità con cui le truppe prussiane dilagano nella Francia settentrionale. In vari racconti scritti negli anni successivi metterà in evidenza la disorganizzazione e lo scarso spirito patriottico delle forze armate francesi, in contrasto con la capacità di tanti semplici cittadini di opporsi, anche a costo della vita, all'occupazione straniera. Dopo la guerra, nel 1871, lascia la Normandia e torna a Parigi dove prima trascorre dieci anni come impiegato prima presso il Ministero della Marina e poi, dopo il 1878, presso il Ministero dell'Istruzione pubblica.
Durante questi anni di tedioso lavoro burocratico ha come unico svago l'andare in canoa sulla Senna nei giorni festivi e durante le vacanze. Con il treno raggiunge Argenteuil, città situata sul fiume e amata anche dai pittori impressionisti Monet e Caillebotte. Lì rema fino a notte fonda, raggiungendo Bezons, Épinay, Saint-Ouen o Bougival, ma non disdegna la compagnia. Alla Grenouillère, stabilimento balneare situato sulle rive della Senna a poca distanza da Parigi e rappresentato in vari quadri di Monet e Renoir, si ritrova frequentemente con un chiassoso gruppo di amici letterati, assieme ai quali organizza feste e scherzi cui partecipano anche giovani donne. Gli amici si danno nomi di fantasia: tra di loro vi sono Léon Fontaine, Henry Céard - che scrisse, al pari di Maupassant, una novella per il volume collettivo Le serate di Médan (Les Soirées de Médan) - e Robert Pinchon, compagno di studi al liceo di Rouen.

### L'attività letteraria e la malattia

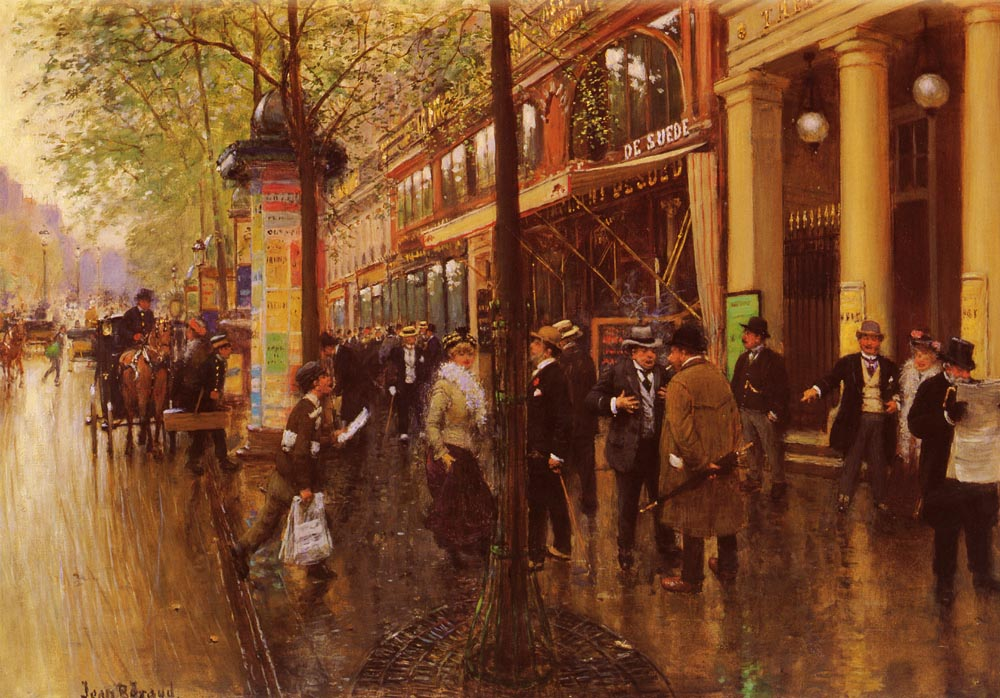
Jean Béraud: Les Grands Boulevards: Le Théâtre des Variétés, 1875 - 1890

A partire dal 1875 Maupassant inizia a scrivere brevi opere teatrali e qualche racconto. Gustave Flaubert lo prende sotto la sua protezione, accompagnandolo al suo debutto nel giornalismo e in letteratura. A casa di Flaubert incontra il romanziere russo Ivan Turgenev, i francesi Émile Zola ed Edmond de Goncourt, e molti dei protagonisti della scuola realista e naturalista. Nel 1876 ottiene un certo interesse con il poema Au bord de l'eau pubblicato con lo pseudonimo di Guy de Valmont. Scrive saggi e articoli pubblicati da giornali molto diffusi come Le Figaro, Gil Blas, Le Gaulois e L'Écho de Paris.
A quanto scrive in una lettera fu nel 1877 gli viene diagnosticata la sifilide, ma non se ne dà cura, utilizzando anzi il fatto per alimentare la propria aura di scrittore maledetto e antiborghese.
Nel 1880 pubblica Boule de Suif, racconto che Flaubert definisce "un capolavoro destinato a durare nel tempo", inserito nel volume collettivo dal titolo Le serate di Médan a cui collaborano diversi scrittori della scuola di Zola: Huysmans, Alexis, Céard e Hennique e che ottiene un immediato e straordinario successo.
Il 5 maggio 1880 Gustave Flaubert muore, privandolo di un grande amico e maestro. Poche settimane dopo Maupassant ottiene un lungo congedo dal ministero, cui seguirà il definitivo abbandono dell'impiego, motivato da problemi di salute. Dal 1881 Maupassant è tormentato da feroci emicranie cui riesce a sfuggire solo facendo uso ed abuso di etere. In quello stesso periodo pubblica la sua prima raccolta di racconti, La casa Tellier, che arriva in due anni alla dodicesima edizione. Divenuto famoso, continua a lavorare in modo metodico, arrivando a scrivere dai due ai quattro volumi all'anno. Combina talento e senso pratico per gli affari, doti che gli garantiscono una meritata ricchezza. Fra il 1880 e il 1890 scrive trecento racconti, sei romanzi, e numerose opere minori. Ogni mese scrive almeno due racconti per due giornali, il Gaulois e il Gil Blas ed almeno un volume di racconti all'anno.
Nel 1883 termina il romanzo Une vie, vendendone 25 000 copie in meno di un anno. Il suo secondo romanzo Bel Ami, apparso nel 1885, raggiunse le 37 ristampe in quattro mesi e Harvard, il suo editore, gli commissiona nuovi romanzi. Maupassant crea senza fatica scritti stilisticamente interessanti ed acuti nella descrizione della complessità dell'animo umano. È in questo periodo che dà alle stampe quello che alcuni critici considerano il suo vero capolavoro Pierre et Jean. Due anni dopo sarà la volta di Mont Oriol, romanzo da cui la RAI trae nel 1958 uno dei suoi primi teleromanzi, intitolato anch'esso Mont Oriol. I suoi lavori sono spesso tranches de vie. Lo stile è sintetico, incisivo, ritmato: secondo molti critici egli riesce a mettere in pratica il sogno dell'amico Flaubert che aveva detto: un grande tentativo e molto originale sarebbe poter dare alla prosa il ritmo del verso ma lasciandola prosa. Maupassant mette in campo i suoi ricordi, il paesaggio normanno, l'orrore della guerra, il mondo impiegatizio, le prostitute, la follia e la morte.
Con Carlo Bo si può dire che le sue trecento novelle possono essere lette come un unico memoriale umano, la storia di una società, ma tutto senza strutture ambiziose o fini prefissati: Maupassant non aveva tesi da dimostrare, gli bastava raccontare. Provava una sorta di naturale avversione nei confronti della società; amava la solitudine e la meditazione. Viaggiò in Algeria, Italia (in particolare in Sicilia), Gran Bretagna, Alvernia e da ciascuno dei suoi viaggi tornò con un nuovo volume. 

Navigò moltissimo sul suo yacht Bel Ami, così chiamato in onore del suo romanzo. Dopo il 1889 lo scrittore tornò di rado a Parigi. In una lettera ad un amico confidò che ciò era dovuto al fastidio che egli provava nel vedere la Tour Eiffel, da poco inaugurata: era stato, assieme a molte altre personalità della cultura francese dell'epoca, uno dei firmatari della petizione con la quale si chiedeva di rinunciare alla costruzione. La considerava un camino da cucina in ferraglia.

### Gli ultimi anni

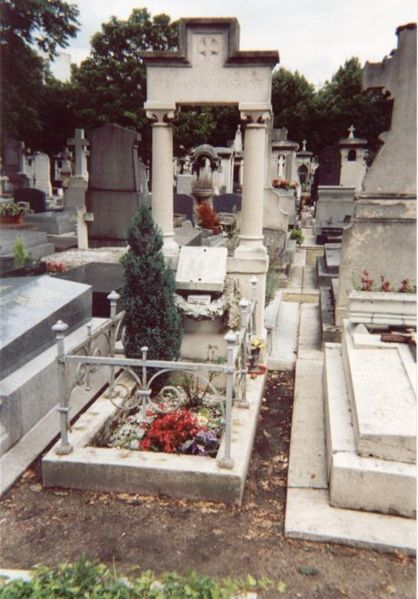
Tomba di Guy de Maupassant al Cimitero di Montparnasse

I numerosi viaggi e la febbrile attività non gli impediscono di farsi parecchi amici tra le celebrità letterarie del tempo, come Alexandre Dumas figlio. A Aix-les-Bains incontra Hippolyte Taine, che lo affascina profondamente. La sua amicizia con i fratelli Edmond e Jules de Goncourt è di breve durata; il suo carattere schietto mal si adatta all'ambiente pettegolo, attratto dagli scandali e pieno di invidie, che i due fratelli hanno creato attorno al loro gruppo. Nel 1889 lo scrittore è duramente colpito dall'internamento forzato in un ospedale psichiatrico del fratello Hervé, da molti anni sofferente. Il fratello morirà nello stesso anno a Lione dopo un'atroce agonia. Nel corso del 1890 un'invincibile inquietudine spinge Maupassant a viaggiare ininterrottamente: dalla Francia all'Inghilterra all'Algeria la sua esistenza diventa inseguimento di un'irraggiungibile serenità.
Nel corso del 1891 i problemi fisici (febbre, cancro alla prostata e dolori di ogni genere, transitorie paralisi), si intrecciano con quelli psichici (amnesie, allucinazioni, difficoltà di ragionamento). Nessuna cura ormai è in grado di dargli sollievo. Alla fine dell'anno redige un testamento con il quale lascia in eredità i suoi beni alla figlia del fratello Hervé. All'inizio del 1892 tenta il suicidio, viene quindi internato nella clinica Maison Blanche di Passy, dalla quale non uscirà più. Compaiono crisi epilettiche, demenza e paralisi progressiva. Il 6 marzo 1893 va in scena la sua ultima commedia: La paix du ménage. Il 28 giugno entra in coma. Muore di neurosifilide, a 42 anni, il 6 luglio 1893, dopo diciotto mesi di sostanziale incoscienza, e viene sepolto nel cimitero di Montparnasse a Parigi. Delle pratiche mortuarie si occupa Alexandre Dumas figlio. La commemorazione funebre viene pronunciata da Émile Zola. Nel dicembre dello stesso anno la casa d'aste parigina Hotel Drouot mette in vendita arredi e carte di casa Maupassant. Il pittore Savinio ne traccia una biografia in cui scrive: morì nel 1893, ma cessò di essere lui due anni avanti, nel 1891.

### Romanzi

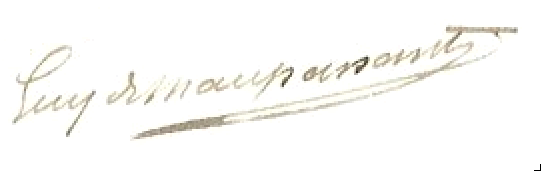
Firma di Maupassant